# إبراهيم الزهار
إبراهيم الزهار هو لاعب كرة قدم مغربي، وُلد في 25 مارس 1935 بالدار البيضاء، وتوفي بها في 20 نوفمبر 2012.
يُلّقّب الزهار ب"طاطوم" لشبهه بغوس تاتوم ‏، لاعب فريق كرة السلة الأمريكي هارلم غلوبتروترز.

## مسيرته
ولد إبراهيم الزهار سنة 1935 بدرب الأحباس بمدينة الدار البيضاء. بدأ الزهار علاقته بكرة القدم، باللعب مع نادي الاتحاد الرياضي البيضاوي ‏ "اليوسا"، الذي كان ناديا قويا إلى جانب نادي الاتحاد المغربي "الياسام" والوداد والراسينغ البيضاوي، غير أن بداية تألق الزهار، كانت في نادي راسينغ باريس الفرنسي عن طريق صديقه عبد الرحمن بلمحجوب. لعب الأخير في منتخب فرنسا ولقب ب"أمير حديقة الأُمراء"، حيث كان موهوبًا.
بفضل مهاراته وتميزه، استطاع الزهار اللعب لنادي بيزنسون ‏ إلى جانب المغربي الآخر مصطفى الخلفي، وأولمبيك أليس، قبل أن يحقق أفضل إمكاناته مع نادي بوردو، الذي حقق معه نتائج جيدة. قبل ان ينهي مساره في جزيرة كورسيكا، عندما لعب مع نادي باستيا.
حضي الزهار بشرف المشاركة  في دورة باريس الدولية، حيث واجه كل من نادي سانتوس البرازيلي بنجمه بيليه، وريال مدريد الإسباني وإنتر ميلان الإيطالي، حيث سجل هدفا في مرمى الإنتر، وتعرض لإصابة مباشرة في الوجه من طرف تشيزاري مالديني. كما واجه عدة لاعبين كبار مثل روجيه لومير (مدرب المنتخب المغربي سابقا)، وإيمي جاكيه (مدرب المنتخب الفرنسي سنة  1998) وآخرون.
تظل اللحظة الأكثر تميزا في مسيرته هي تلك التي مرّ بها خلال مباراة المنتخب المغربي ضد المنتخب الإسباني عام 1961 للتأهل لكأس العالم 1962. حيث كان المنتخب المغربي مُكونا من حسن أقصبي والتيباري والبطاشي وغيرهم، في مواجهة المنتخب الإسباني المتكون من بوشكاش ودي ستيفانو وخينتو وديل سول وغيرهم من النجوم في ذلك الوقت، وقد انتهت المباراة بالتعادل (0-0).

## مع المنتخب المغربي
| المشاركات | التاريخ    | المكان        | المباراة           | النتيجة | البطولة                 | الهدف |
| X         | 10/12/1960 | إسبانيا       | إسبانيا ب - المغرب | 4 - 3   | ودية                    | 1     |
| 1         | 12/11/1961 | الدار البيضاء | المغرب - إسبانيا   | 0 - 1   | تصفيات كأس العالم 1962  | -     |
| 2         | 23/11/1961 | مدريد         | إسبانيا - المغرب   | 3 - 2   | تصفيات كأس العالم 1962  | -     |
| 3         | 07/02/1963 | الدار البيضاء | المغرب - تونس      | 4 - 2   | تصفيات كأس أفريقيا 1963 | -     |
| --------- | ---------- | ------------- | ------------------ | ------- | ----------------------- | ----- |

## روابط خارجية
- إبراهيم الزهار على موقع قاعدة بيانات كرة القدم.إي يو (الإنجليزية)
- إبراهيم الزهار على موقع عالم كرة القدم.نت (الإنجليزية)